# Matteo Rosso Orsini
Matteo Rosso Orsini (ur. 1178, zm. 1246) – rzymski polityk i arystokrata, ojciec papieża Mikołaja III (1277-1280).  Był przeciwnikiem cesarza Fryderyka II. W 1241 papież Grzegorz IX mianował go senatorem Rzymu. W traksie sediswakancji po jego śmierci sprawował niemal dyktatorską władzę w Wiecznym Mieście. Brutalnie ingerował w przebieg papieskiej elekcji 1241, zamykając kardynałów w budynku Septizonium i ograniczając im stopniowo dostawy pożywienia. Wybrany wówczas papież Celestyn IV obłożył go za to ekskomuniką. W 1243 zadał klęskę wojskom cesarza Fryderyka II. Rozszerzył także domeny rodu Orsini w okolicach Rzymu, głównie kosztem ich rywali z rodu Colonna.
Senator Orsini był przyjacielem św. Franciszka z Asyżu i należał do świeckiej gałęzi jego zakonu (tzw. tercjarze).